# Удаси

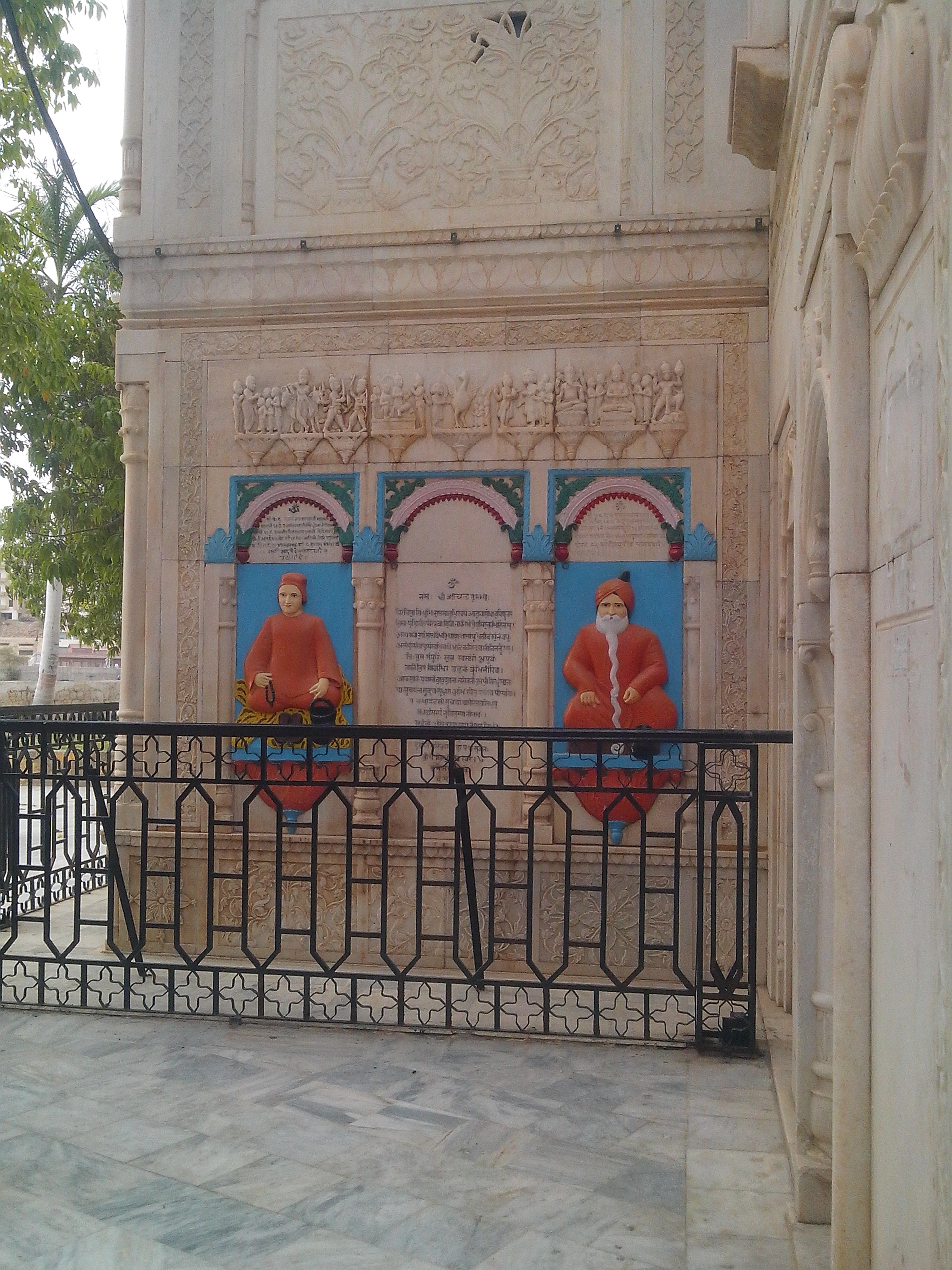
Мемориальный храм удаси с цитатой Шри Чанда (Садх Бело, Пакистан)

Уда́си, уда́сины (санскр. udas — «обособленность») — неортодоксальное близкое индуизму течение в сикхизме, последователи которого почитают только первых сикхских гуру и не признают военизированных установлений десятого гуру Гобинд Сингха. Движение основано старшим сыном основателя сикхизма Нанака Шри Чандом (8 сентября 1494 — 13 января 1629), поэма которого является частью священного писания «Матра Сахиб», читаемого наряду с общесикхским писанием Гуру Грантх Сахиб. Удаси относятся к так называемым «сахадждхари-сикхам» (общее наименование всех групп, не посвящённых в хальсу, бритых в отличие от бородатых ортодоксов).
В отличие от сикхов-ортодоксов хальсы, порицающих индуистские аскетизм, монашество, многобожие, идолопоклонство, удасины являются аскетическим и монашеским движением в своей обрядности мало отличающимся от индуистов, своего рода синкретизмом индуизма и сикхизма. В философии они ориентируются на веданту, практикуют хатха-йогу, приветствуют друг друга мантрой Ом Номо Брахмане и часто идентифицируют себя более индуистами, чем сикхами.
Интересно, что, несмотря на свою относительную малочисленность, среди сикхов удаси пользовались большим влиянием, играя важную роль в пропаганде сикхской философии. До 1925 года наследственные жрецы-«маханты» именно из их среды управляли важными храмами-гурдварами, в результате чего в них появились мурти божеств и индуистские ритуалы. После длительной борьбы (британская администрация была на стороне удаси), по Закону о сикхских гурдварах 1925 года маханты были отстранены от ортодоксальных гурдвар. Сейчас удаси молятся в собственных храмах-гурдварах.